# Hopkinsia plana
Hopkinsia plana is een slakkensoort uit de familie van de Goniodorididae. De wetenschappelijke naam van de soort is voor het eerst geldig gepubliceerd in 1960 door Baba.